# Antidesma bunius
Antidesma bunius är en emblikaväxtart som först beskrevs av Carl von Linné, och fick sitt nu gällande namn av Spreng.. Antidesma bunius ingår i släktet Antidesma och familjen emblikaväxter. Inga underarter finns listade i Catalogue of Life.

## Bildgalleri

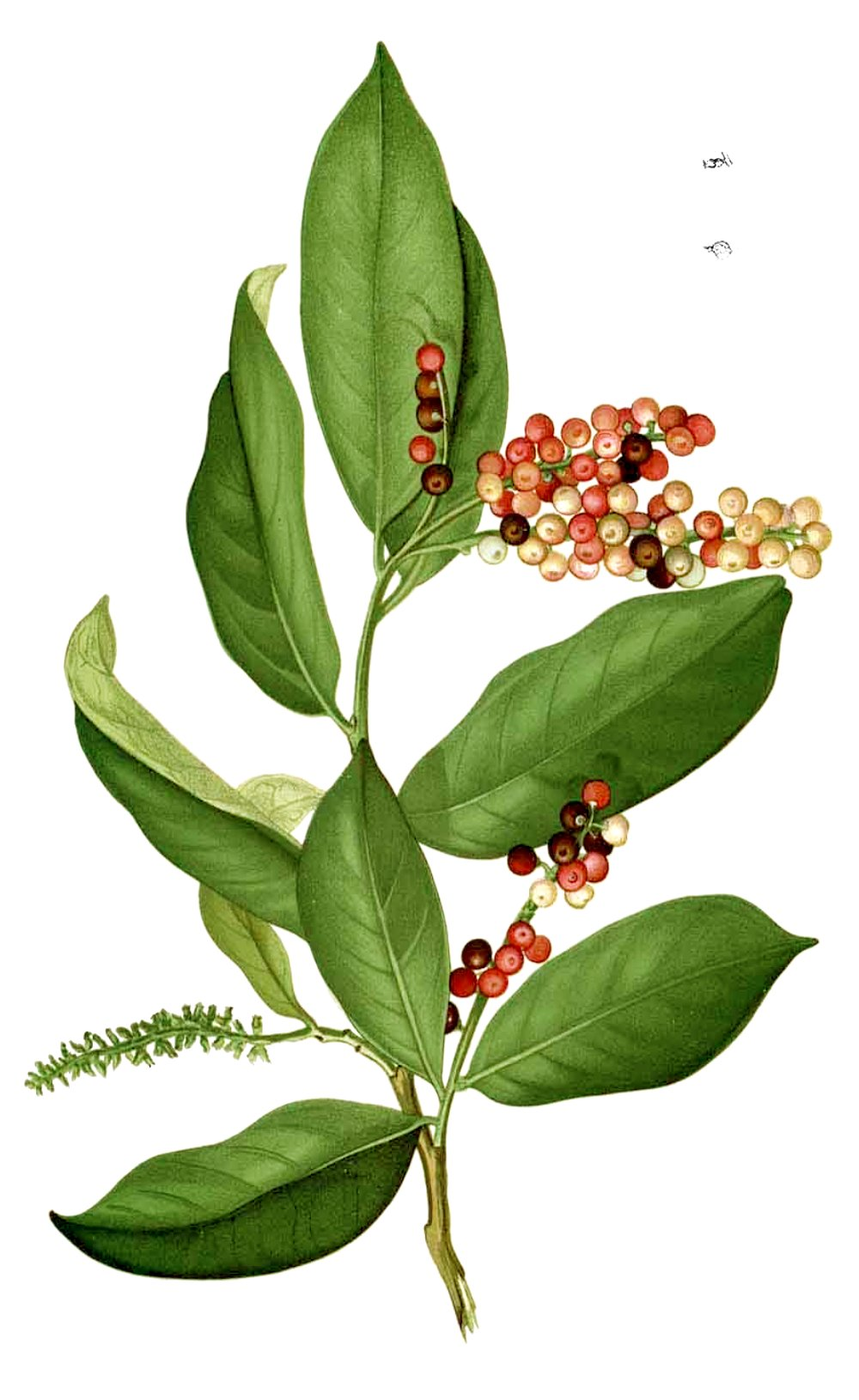
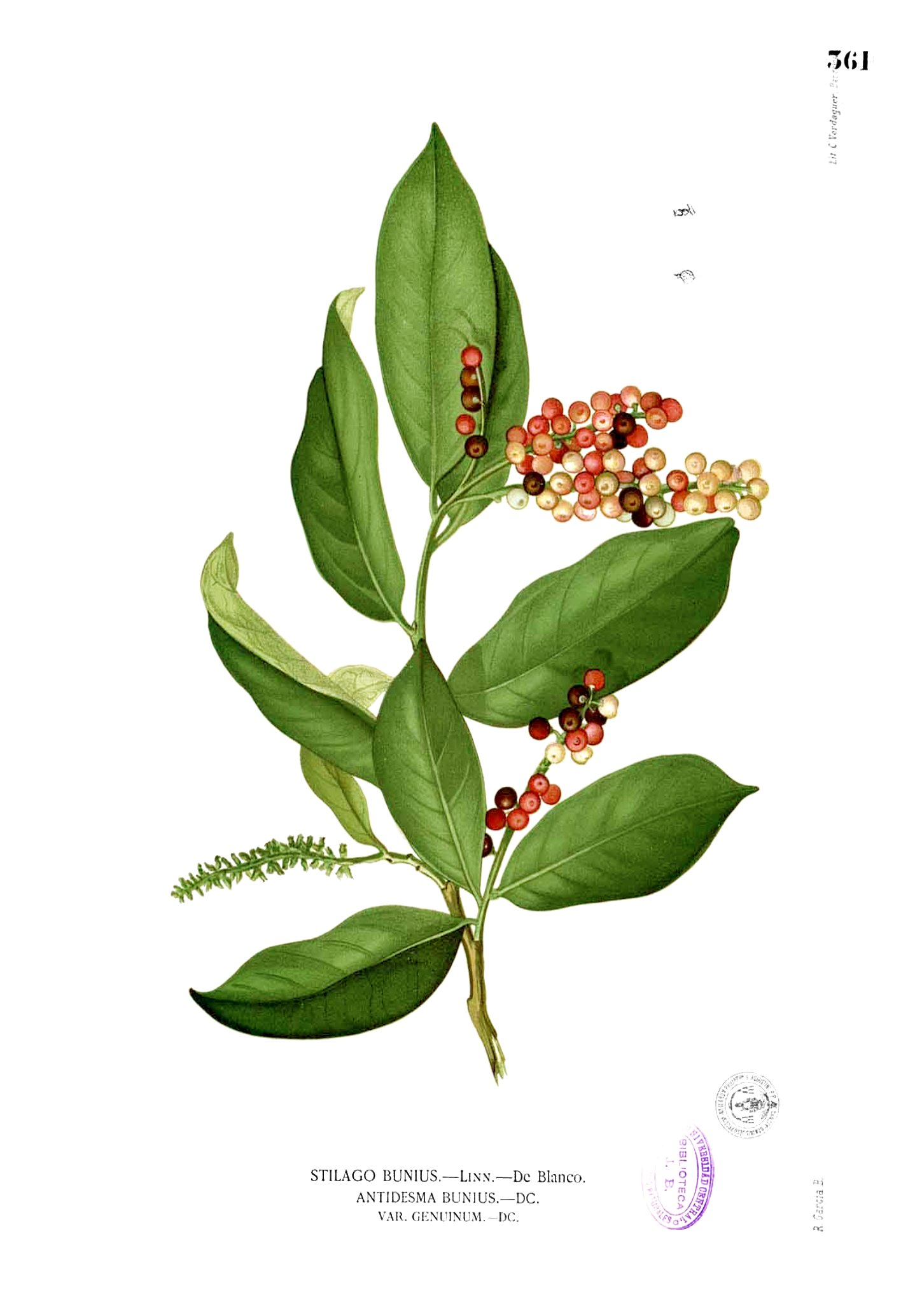
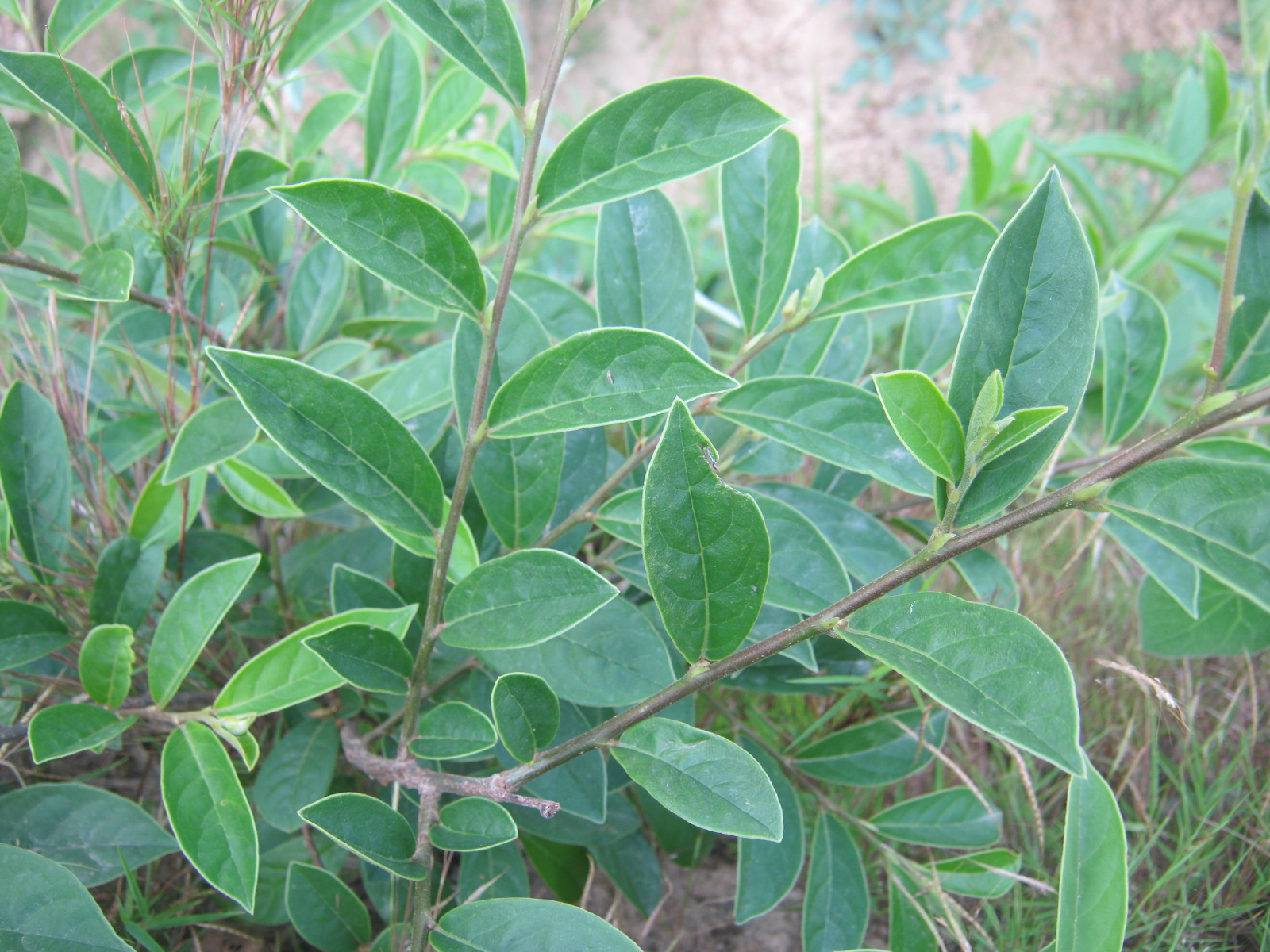
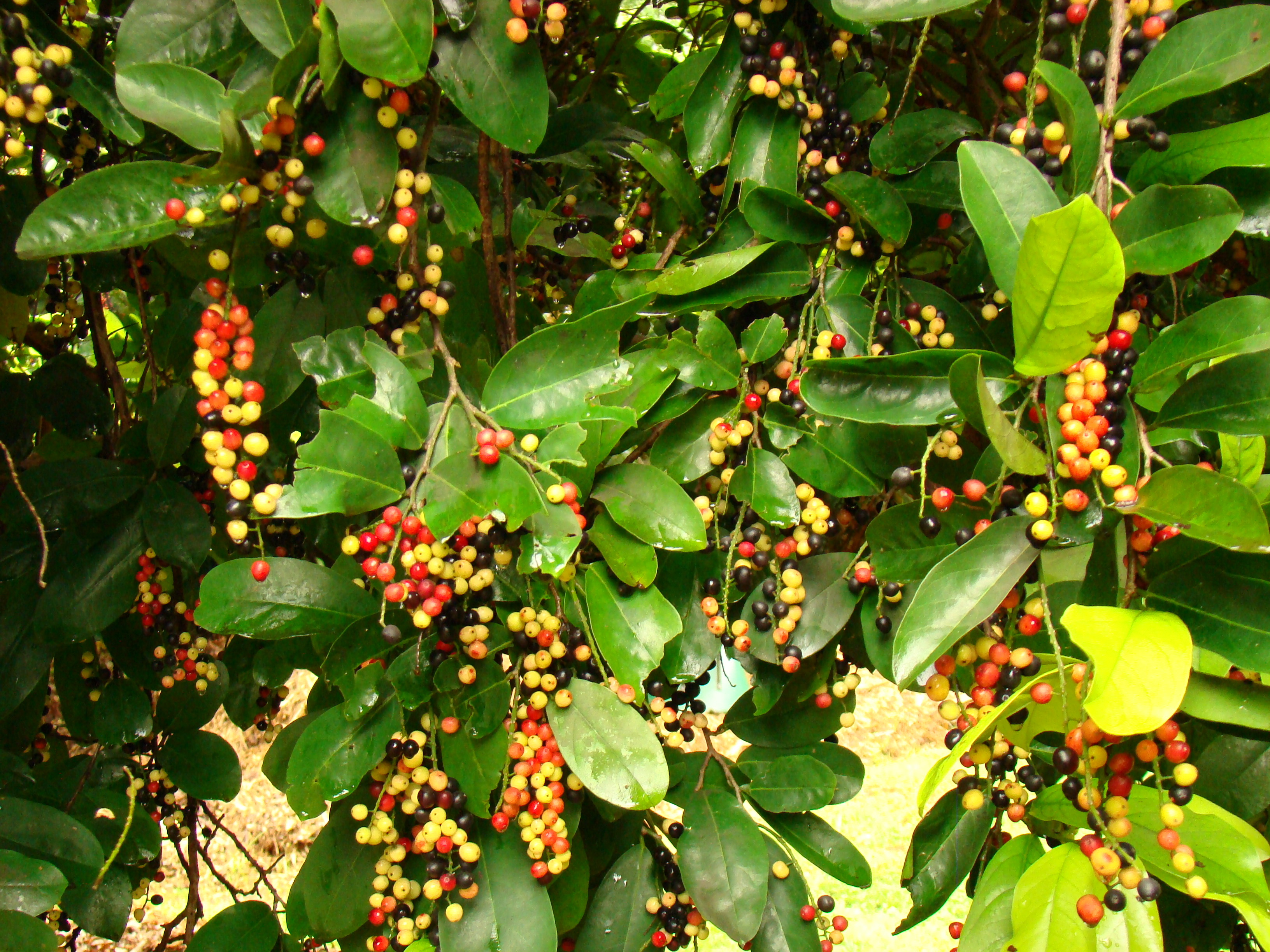
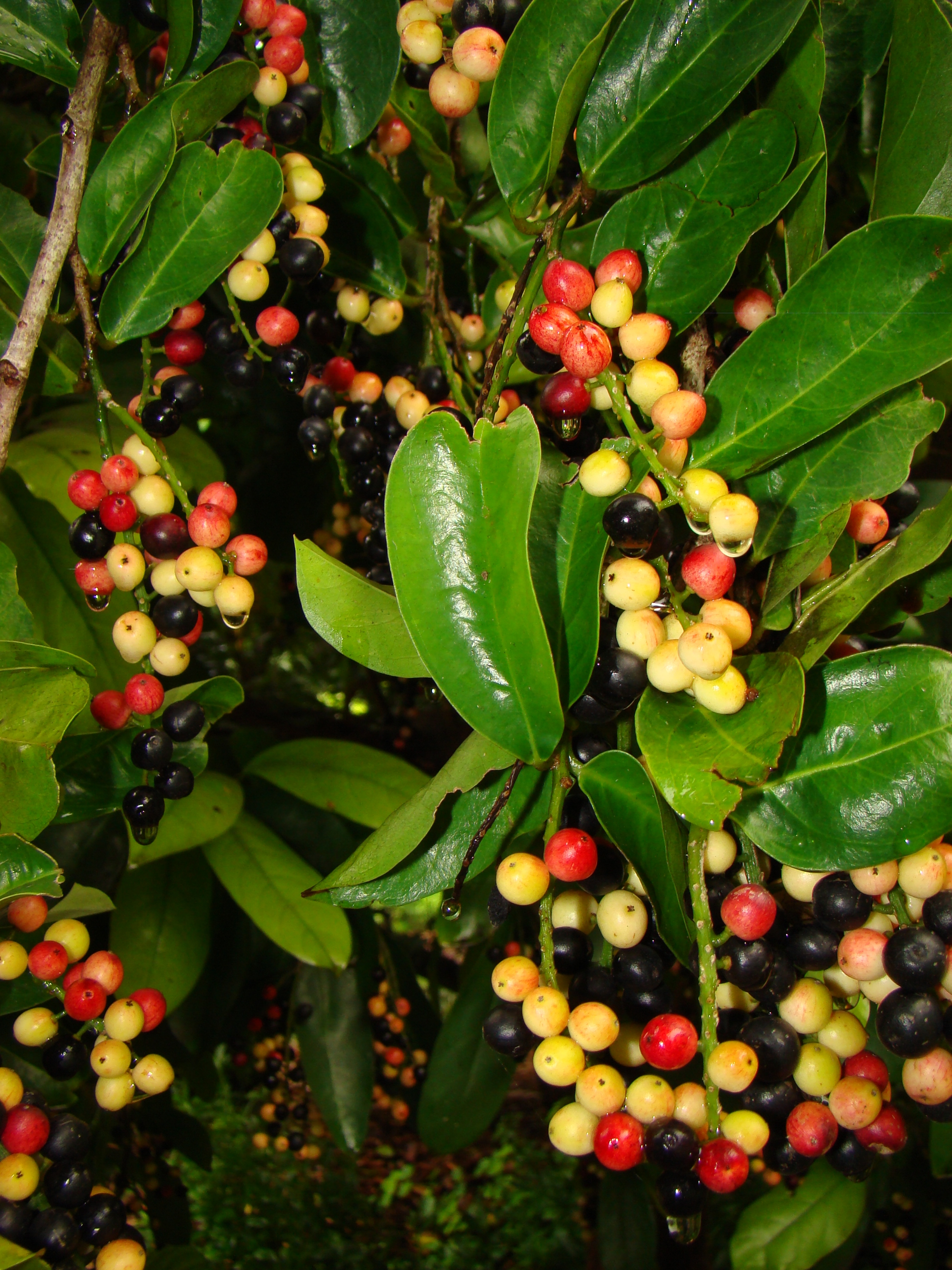
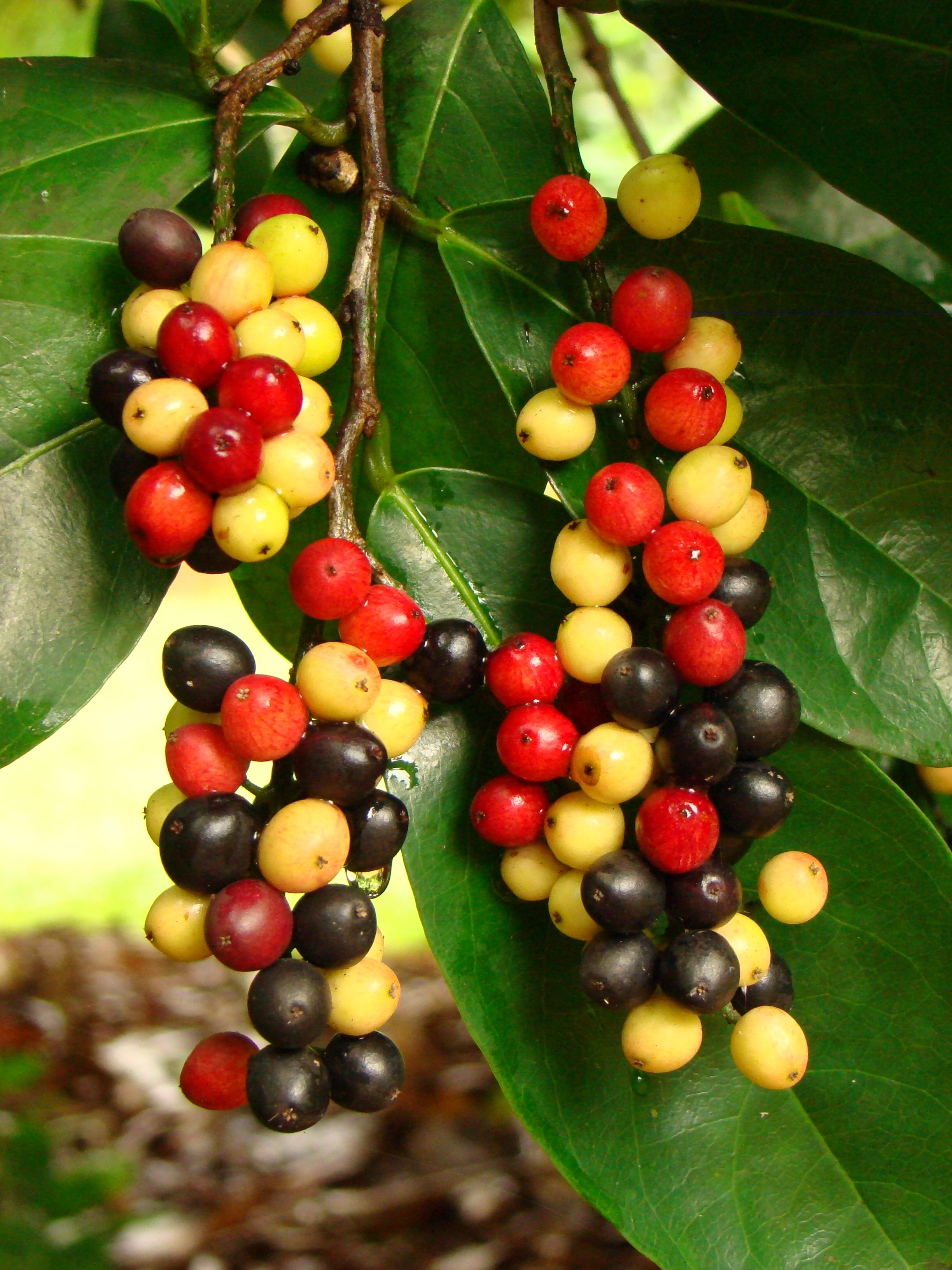